# Vláda Leszka Millera
Vláda Leszka Millera byla od 19. října 2001 do 2. května 2004 polská vláda pod vedením Leszka Millera. Po parlamentních volbách v září 2001 utvořila vítězná koalice Svazu demokratické levice a Unie práce koaliční kabinet s pátou v pořadí Polskou lidovou stranou. Během volebního období se projevily rozpory uvnitř obou vládních formací a v březnu 2003 odešli ministři za PSL z vlády.
Vláda získala důvěru 26. října 2001, když pro ni hlasovali vedle poslanců vládních stran SLD, UP a PSL také poslanci populistické Sebeobrany. Proti hlasovali poslanci opozičních stran, tedy Občanské platformy, Práva a spravedlnosti a Ligy polských rodin. Po odchodu PSL z vlády získal menšinový kabinet znovu důvěru 13. června 2003, když pro něj hlasovalo 236 poslanců (zástupci vládních stran SLD a UP a spolu s nimi poslanci Lidově-demokratické strany, Polského lidového bloku a nezařazení poslanci), proti bylo 213 poslanců, včetně zástupců bývalého koaličního partnera PSL.
Vláda odstoupila 2. května 2004, den po vstupu země do Evropské unie, a nahradila ji první vláda Marka Belky.

## Složení vlády
| Portfej                                          | Ministr / člen vlády           | Strana      | Nástup do úřadu  | Odchod z úřadu   |
| ------------------------------------------------ | ------------------------------ | ----------- | ---------------- | ---------------- |
| Předseda vlády                                   | Leszek Miller                  | SLD         | 19. října 2001   | 2. května 2004   |
| Místopředseda vlády                              | Marek Belka                    | SLD         | 19. října 2001   | 6. července 2002 |
| Místopředseda vlády                              | Grzegorz Kołodko               | SLD         | 6. července 2002 | 16. června 2003  |
| Místopředseda vlády                              | Jerzy Hausner                  | SLD         | 16. června 2003  | 2. května 2004   |
| Místopředseda vlády                              | Jarosław Kalinowski            | PSL         | 19. října 2001   | 3. března 2003   |
| Místopředseda vlády a ministr infrastruktury     | Marek Pol                      | UP          | 19. října 2001   | 2. května 2004   |
| Ministr zemědělství a rozvoje venkova            | Jarosław Kalinowski            | PSL         | 19. října 2001   | 3. března 2003   |
| Ministr zemědělství a rozvoje venkova            | Adam Tański                    | nestraník   | 3. března 2003   | 2. července 2003 |
| Ministr zemědělství a rozvoje venkova            | Wojciech Olejniczak            | SLD         | 2. července 2003 | 2. května 2004   |
| Ministr financí                                  | Marek Belka                    | SLD         | 19. října 2001   | 6. července 2002 |
| Ministr financí                                  | Grzegorz Kołodko               | SLD         | 6. července 2002 | 16. června 2003  |
| Ministr financí                                  | Andrzej Raczko                 | nestraník   | 16. června 2003  | 2. května 2004   |
| Ministr kultury                                  | Andrzej Celiński               | SLD         | 19. října 2001   | 6. července 2002 |
| Ministr kultury                                  | Waldemar Dąbrowski             | nestraník   | 6. července 2002 | 2. května 2004   |
| Ministr zahraničí                                | Włodzimierz Cimoszewicz        | SLD         | 19. října 2001   | 2. května 2004   |
| Ministr práce a sociálních věcí                  | Jerzy Hausner                  | SLD         | 19. října 2001   | 7. ledna 2003    |
| Ministr hospodářství                             | Jacek Piechota                 | SLD         | 19. října 2001   | 7. ledna 2003    |
| Ministr hospodářství, práce a sociálních věcí    | Jerzy Hausner                  | SLD         | 7. ledna 2003    | 2. května 2004   |
| Ministr vnitra a administrativy                  | Krzysztof Janik                | SLD         | 19. října 2001   | 21. ledna 2004   |
| Ministr vnitra a administrativy                  | Józef Oleksy                   | SLD         | 21. ledna 2004   | 21. dubna 2004   |
| Ministr vnitra a administrativy                  | Jerzy Szmajdziński (úřadující) | SLD         | 21. dubna 2004   | 2. května 2004   |
| Ministr státního pokladu                         | Wiesław Kaczmarek              | SLD         | 19. října 2001   | 7. ledna 2003    |
| Ministr státního pokladu                         | Sławomir Cytrycki              | SLD         | 7. ledna 2003    | 2. dubna 2003    |
| Ministr státního pokladu                         | Piotr Czyżewski                | nestraník   | 2. dubna 2003    | 21. ledna 2004   |
| Ministr státního pokladu                         | Zbigniew Kaniewski             | SLD         | 21. ledna 2004   | 2. května 2004   |
| Ministr vědy                                     | Michał Kleiber                 | nestraník   | 19. října 2001   | 2. května 2004   |
| Ministr zdravotnictví                            | Mariusz Łapiński               | SLD         | 19. října 2001   | 17. ledna 2003   |
| Ministr zdravotnictví                            | Marek Balicki                  | nestraník   | 17. ledna 2003   | 2. dubna 2003    |
| Ministr zdravotnictví                            | Leszek Sikorski                | SLD         | 2. dubna 2003    | 2. května 2004   |
| Ministryně školství a sportu                     | Krystyna Łybacka               | SLD         | 19. října 2001   | 2. května 2004   |
| Ministr spravedlnosti                            | Barbara Piwnik                 | nestranička | 19. října 2001   | 6. července 2002 |
| Ministr spravedlnosti                            | Grzegorz Kurczuk               | SLD         | 6. července 2002 | 2. května 2004   |
| Ministr národní obrany                           | Jerzy Szmajdziński             | SLD         | 19. října 2001   | 2. května 2004   |
| Ministr životního prostředí                      | Stanisław Żelichowski          | PSL         | 19. října 2001   | 3. března 2003   |
| Ministr životního prostředí                      | Czesław Śleziak                | SLD         | 3. března 2003   | 2. května 2004   |
| Ministr bez portfeje                             | Lech Nikolski                  | SLD         | 7. ledna 2003    | 2. května 2004   |
| Ministryně bez portfeje pro evropské záležitosti | Danuta Hübnerová               | SLD         | 16. června 2003  | 30. dubna 2004   |